# 珍娜的星星
珍娜是一名14歲的少女，她手上那顆飛在空中的星星實際上降落在她的家。

珍娜
女主角之一。是來自內華達州的14歲女孩，她的星星實際上從外太空飛落她的家。
艾可
女主角之二。她喜歡看珍娜摘星星。
安妮
女主角之三。她是珍娜的妹妹。